# Carl Morgenstern (Maler)
Carl Morgenstern (* 25. Oktober 1811 in Frankfurt am Main; † 10. Januar 1893 ebenda) war ein deutscher Landschaftsmaler.

## Leben

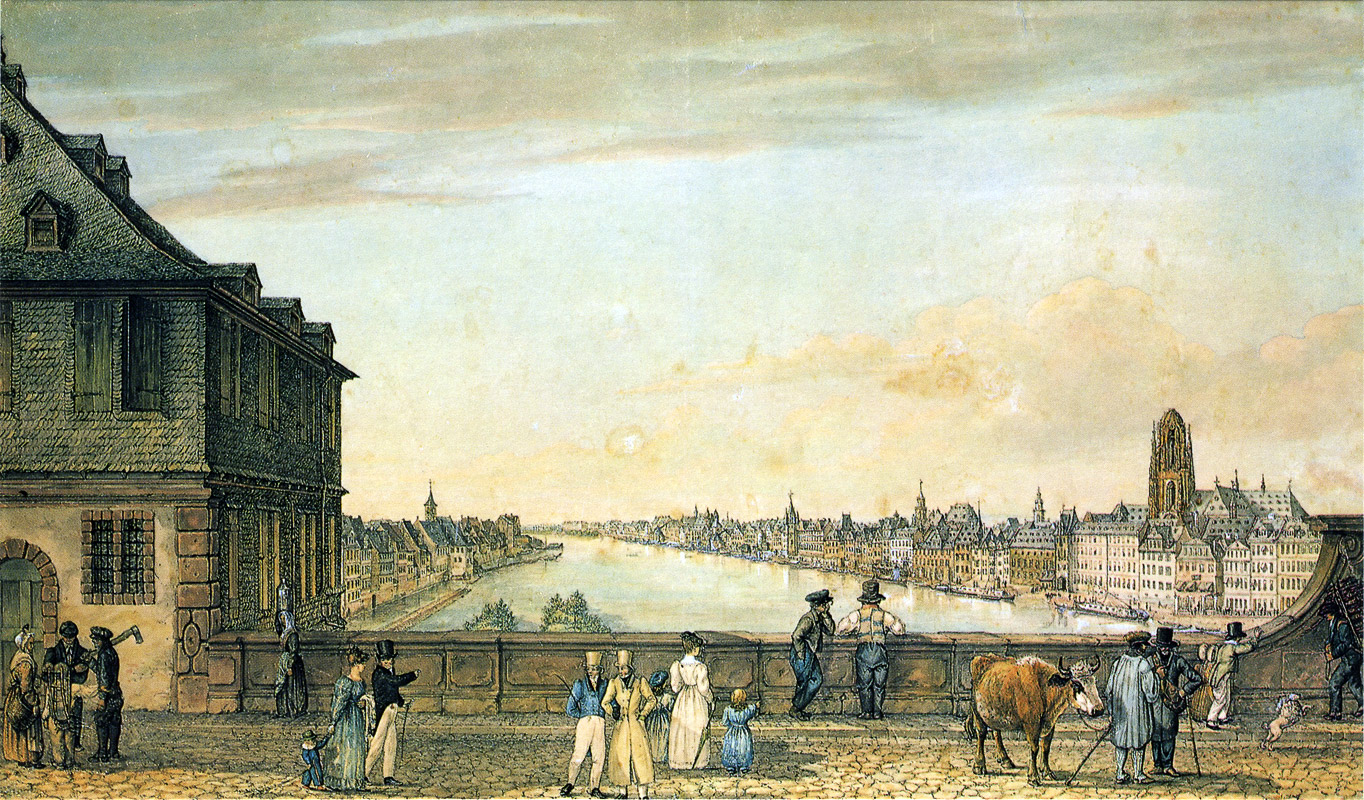
Prospekt von Frankfurt, von der neuen Brueckenmuehle aus gesehen, Aquarell- und Deckfarben, 1828

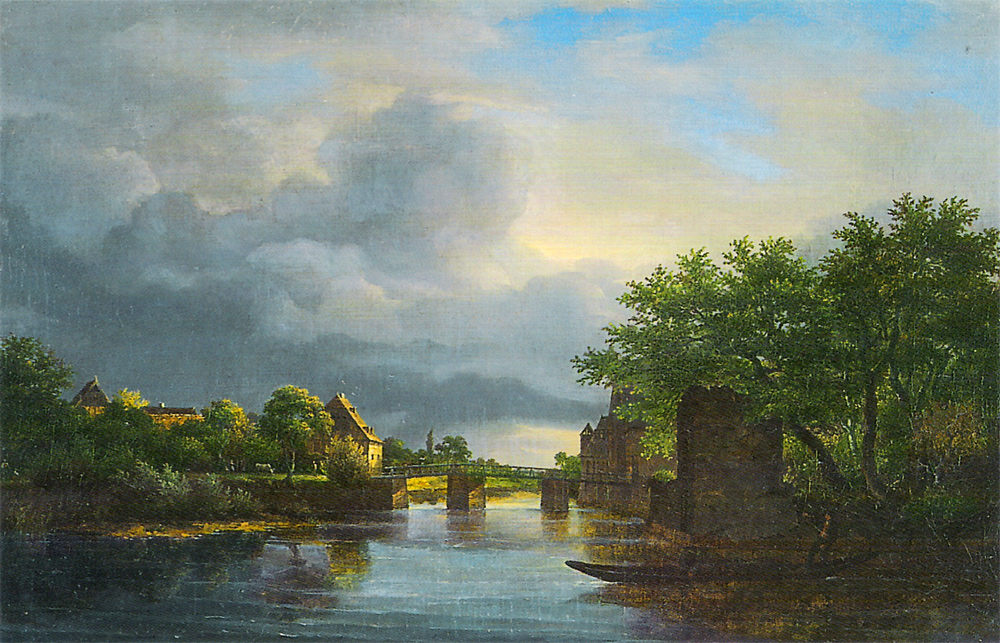
Das Dorf Hausen an der Nidda, Ölbild, 1832

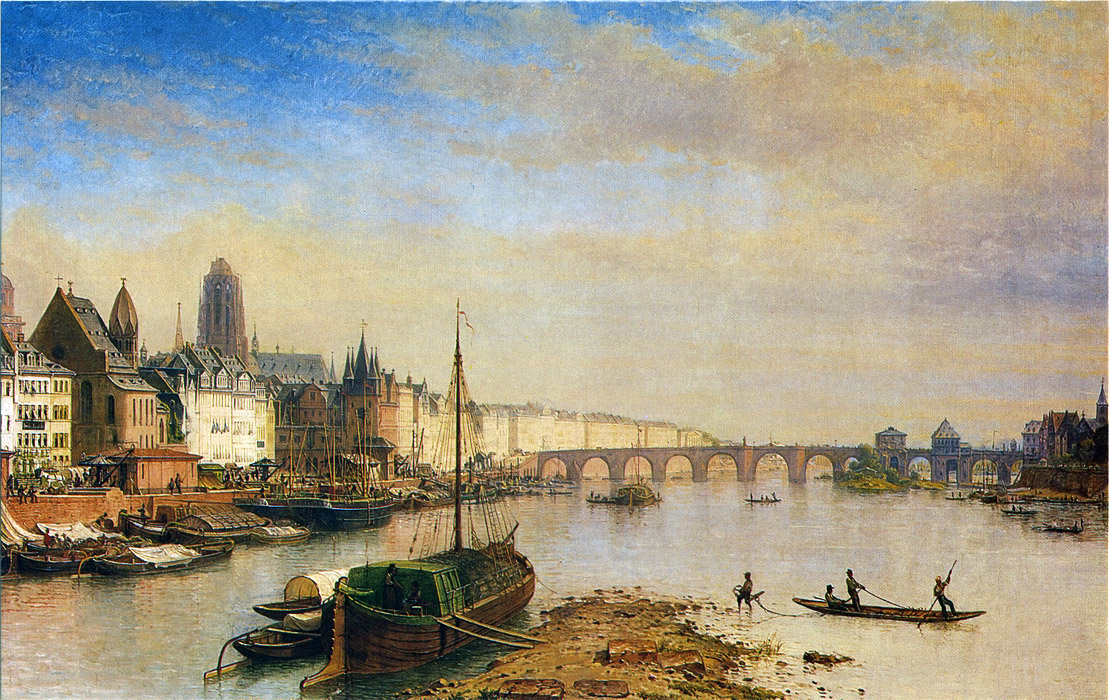
Blick auf Frankfurt am Main von Westen, Ölbild, 1850

Morgenstern war der Sohn des seit dem frühen 19. Jahrhundert in Frankfurt ansässigen Architektur- und Landschaftsmalers Johann Friedrich Morgenstern. Er stellte bereits die vierte Generation der ursprünglich aus Rudolstadt in Thüringen stammenden Künstlerfamilie dar. Wie seine Vorfahren hatte auch Carl schon in seiner Jugendzeit väterlichen Mal- und Zeichenunterricht. Ab 1826 sind seine Werke im Arbeitsbuch der Familie, das der Großvater im Jahre 1800 begonnen hatte, eingetragen. Ein entfernter Verwandter war der Schriftsteller Christian Morgenstern.
Im Alter von 21 Jahren begab er sich 1832 nach München und wurde Schüler des Landschaftsmalers Carl Rottmann. 1834 folgte ein dreijähriger Italienaufenthalt, von dem er 1837 nach Frankfurt am Main zurückkehrte, wo er 1845 einen eigenen Hausstand gründete.
Mit Ausnahme von Kurzreisen in die Schweiz 1840, 1849, 1851, 1856 und 1864, an die Riviera 1841, nach Holland 1843, Frankreich 1844 und Venedig 1846 blieb Frankfurt am Main sein Lebensmittelpunkt.
1866 wurde Carl Morgenstern zum Professor ernannt. Im Alter von über 81 Jahren starb er 10. Januar 1893 in seiner Geburtsstadt. Sein Grab liegt auf dem Frankfurter Hauptfriedhof in Gewann F 864. Das Grab ist ein Ehrengrab.
Der Landschafts- und Marinemaler Friedrich Ernst Morgenstern (1853–1919) war sein Sohn.

## Werk
Beim Themenkreis der italienischen Landschaften brach der junge Carl Morgenstern bewusst mit der seinerzeit altmodischen, jedoch aus der Familie überlieferten Malerei in der altniederländischen Tradition. Dies ist durchaus als gewagt zu betrachten, waren seine Vorfahren doch gerade damit zu lokaler Berühmtheit gelangt und unter der konservativen Bürgerschaft der alten Reichsstadt fanden sich auch reichlich Abnehmer für die Kunst im Stil des 18. Jahrhunderts. Selbst seine späten, insbesondere aber die dem Themenkreis Frankfurt zuzuordnenden Bilder zeigen entsprechend immer wieder Rückgriffe. Dies spiegelt den Balanceakt zwischen zeitgemäßer Kunst und finanziellen Auskommen wider.
Morgenstern ist wie sein Münchner Lehrer Rottmann der Romantik zuzuordnen, von der er sich auch später nicht löste.
Die Bilder aus seiner frühen, von der Italienreise beeinflussten Zeit zeigen überwiegend Landschaften, welche durch besondere Lichteffekte überraschen. Dies begründete seinen Spitznamen „Italianist“ in der Kronberger Malerkolonie. Morgenstern war hier dennoch nur selten anzutreffen; aufgrund seiner Freundschaft u. a. mit Jakob Fürchtegott Dielmann, Richard Fresenius und Josefine Schalk wird er von manchen zu dieser Künstlervereinigung gerechnet.
Seine aufgrund von Skizzen ausgeführten Atelierbilder italienischer Motive machten Morgenstern bekannt und verschafften ihm den Ruf eines „Italianisten“. Sein Streben nach künstlerischen Neuerungen erlahmte früh. Spätestens um 1850 ging er dazu über, für seine Auftraggeber hauptsächlich Wiederholungen beliebter Motive anzufertigen.
Daneben beschäftigte er sich mit Motiven im Umfeld der Stadt sowie aus dem Taunus und entlang des Rheins.
Eines von Morgensterns wichtigsten Werken ist ein 1850 für 1.000 Gulden im Auftrag des Senats gemaltes Bild von 162 cm Breite, das eine Ansicht der Stadt von der Mainseite zeigt. Es befindet sich heute im Privatbesitz der Familie Bethmann. Dem seinerzeit Beschenkten, dem oft für die Stadt tätigen Senator Eduard Souchay, gefiel das Bild jedoch so gut, dass er bei Morgenstern direkt eine kleine Kopie (75 cm Breite) für seinen Bruder orderte, die heute im Städel zu sehen ist. Sein übriges Werk befindet sich heute zu ungefähr gleichen Teilen in vorwiegend Frankfurter Museen und Privatbesitz. Gemessen an der Zahl der verkauften Bilder war er der bedeutendste Spross der Malerfamilie.

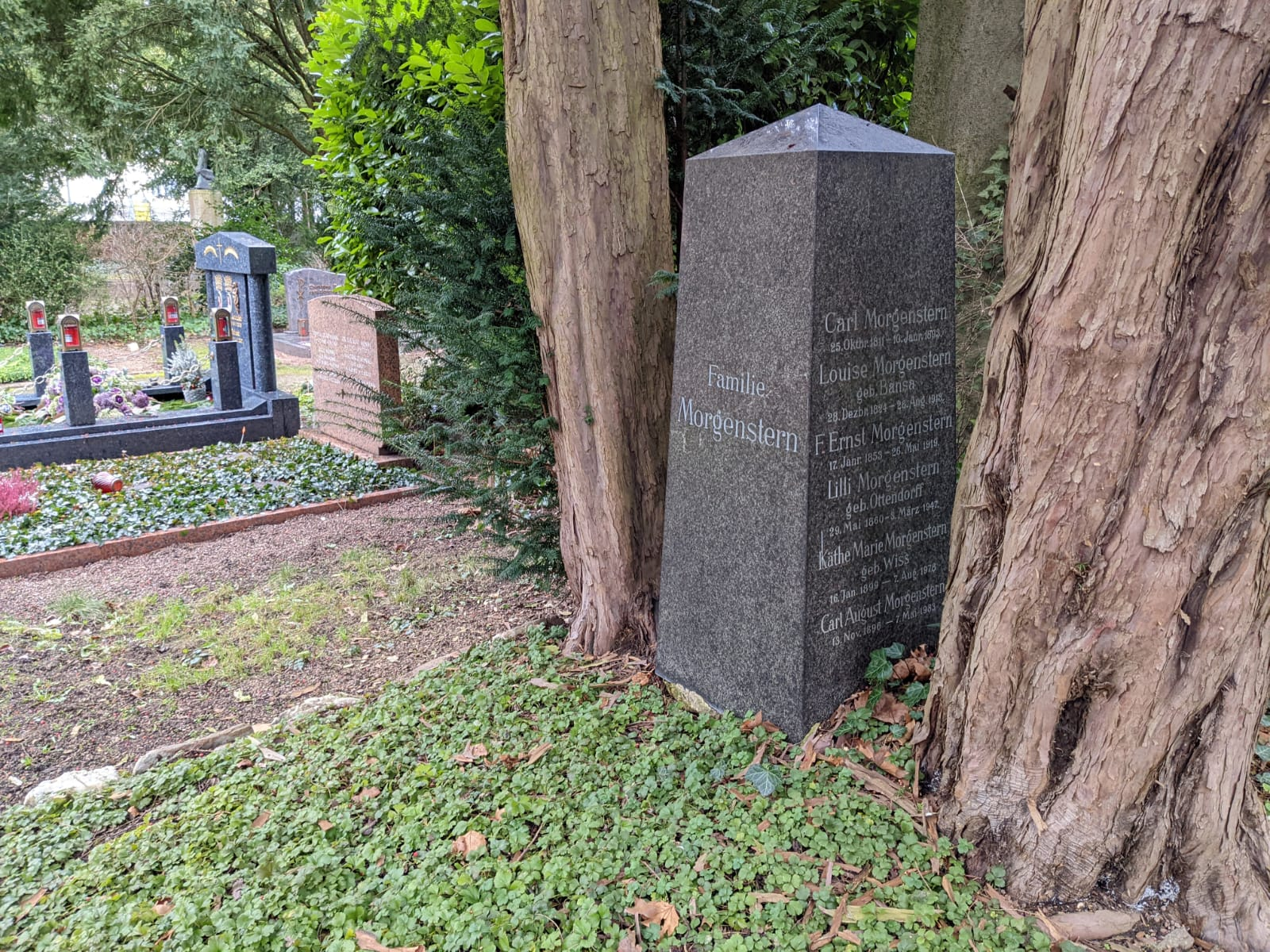
Grab von Carl Morgenstern auf dem Hauptfriedhof, Frankfurt am Main